# Hezeland College
Het Hezelandcollege is een voormalige katholieke middelbare school gelegen in Gennep. De school bood onderwijs op vmbo-niveau. De school had circa 600 leerlingen en 70 medewerkers. De school ontstond in 1994 door een fusie van de voormalige lts en de Norbertmavo, en hield op te bestaan na een fusie met het Elzendaalcollege te Boxmeer in 2007.
Tegenwoordig gaat de school verder als 'Elzendaalcollege, locatie Gennep'. De school beschikt over twee gebouwen, locaties bovenbouw en onderbouw, die naast elkaar liggen. De locatie bovenbouw is ingericht als vmbo–locatie waar leerlingen van leerjaar 3 en 4 onderwijs volgen en locatie onderbouw is ingericht als juniorcollege voor de leerjaren 1 en 2.
De school staat sinds 1 augustus 2006 als enige school buiten Noord-Brabant onder het bevoegd gezag van Ons Middelbaar Onderwijs.